# Palais des sports de glace Sibir
Le Palais des sports de glace Sibir (en russe : ЛДС Сибирь), Sibir voulant dire Sibérie, est une salle omnisports de Novossibirsk en Russie. Il a été construit en 1991.
Elle accueille notamment l'équipe de hockey sur glace du Sibir Novossibirsk de la Ligue continentale de hockey. La patinoire a une capacité de 7384 spectateurs.